# Roberta Colindrez
Roberta Colindrez (Monterrey, 1986) es una escritora y actriz mexicano-estadounidense conocida por interpretar el papel de Joan en el musical Fun Home y participar en las series televisivas I Love Dick y Vida.

## Trayectoria
Nacida en México con herencia argentina y hondureña, creció en Houston y Austin en Texas. Se dio cuenta de que quería ser actriz cuando ella y su hermano tomaron clases de teatro a los 12 años. Se mudó a la ciudad de Nueva York cuando empezó a trabajar como actriz profesional.
Debutó en off-Broadway en 2006 protagonizando Too Much Light Makes the Baby Go Blind. Posteriormente, apareció en varios cortometrajes y producciones teatrales de alcance regional y en 2011, escribió y protagonizó la película Otis Under Sky.  
En 2013, comenzó a interpretar a Joan, una joven lesbiana segura de sí misma, en el musical Fun Home off-Broadway, basado en la obra homónima de Alison Bechdel. El espectáculo abandonó la cartelera a principios de 2014, y Colindrez hizo un cameo en la película ganadora de cuatro Premios Óscar, Birdman. En 2015, regresó a la producción de Fun Home, la cual se estrenó en Broadway y fue nominada a siete Premios Tony, de los que consiguió cinco. 
También ha hecho apariciones como invitada en varias series de televisión y su actuación en I Love Dick como artista de género fluido fue calificada de exitosa en una entrevista en Vanity Fair. La showrunner Jill Soloway describió la actuación de Colindrez como magistral retratando una masculinidad de vaquero queer.
En 2019, se unió al elenco del drama de TV Latinx Vida como personaje de la segunda temporada. También hace trabajos como actriz de doblaje, sobre todo en el podcast Alice Isn't Dead. En 2020, participó en el episodio piloto de la comedia de Amazon Studios A League of Their Own, basado en el film sobre la historia de los equipos de béisbol femeninos que aparecieron durante la Segunda Guerra Mundial que había sido dirigido en 1992 por Penny Marshall. También escribe obras de teatro con matices oscuros, duros y cómicos.
Colindrez se identifica como queer y le preocupó encasillarse por su papel en Vida puesto que ya había tenido problemas para conseguir trabajo como actriz debido a su sexualidad y su expresión de género pues previamente ya había manifestado que Hollywood es un lugar donde las personas queer solo son requeridas para interpretar papeles de queer. Aceptó el papel en la serie después de que la showrunner Tanya Saracho la persuadiera de que el programa muestra que las personas no se definen por su sexualidad.
Colindrez conoció a Bobbi Salvör Menuez en el set de I Love Dick y se convirtió en una de sus mejores amigas, lo que le ayudó a sentirse cómoda a la hora de rodar una escena de sexo con ella. Menuez hizo a Colíndrez un tatuaje como recuerdo de su amistad.

## Filmografía

### Teatro
- 2006 - Too Much Light Makes the Baby Go Blind, off-Broadway.
- 2012 - Song for the Disappeared, Sundance Theatre Lab.
- 2013 - 2014 - Fun Home, off-Broadway.
- 2014 - Mala Hierba, Second Stage Theatre.
- 2014 - Water, NPR Playhouse.
- 2014 - The Complete and Condensed Stage Directions of Eugene O'Neill, Volume 2.
- 2015 - 2016 - Fun Home, Broadway.
- 2017 - Hamlet, off-Broadway.

### Cine
- 2008 - One Dollar Poem (cortometraje).
- 2011 - Otis Under Sky, Ursula (también autora).
- 2013 - Beautiful Dreamer, Catherina (cortometraje).
- 2014 - Birdman o (la inesperada virtud de la ignorancia), mujer de Broadway en la calle.
- 2019 - Ms. White Light, Lex Cordova.[9]
- 2020 - Friends Like That.[10]
- 2021 - La Casa Harper.[11]
- 2022 - Unidentified Objects.[12]
- 2023 - Cassandro, Sabrina.[13]

### Televisión
- 2012 - 2014 - Girls, Tako, 2 episodios.
- 2014 - F to 7th, bebé (cortometraje).
- 2014 - Gotham, mujer detective, 1 episodio.
- 2014 - Unforgettable, Pam Lisotta, 1 episodio.
- 2014 - Boardwalk Empire, 1 episodio.
- 2015 - Late Night With Seth Meyers, Self/Joan, 1 episodio.
- 2017 - I Love Dick, Devon.[14]
- 2018 - The Deuce, Irene.
- 2019 - Vida, Nico Silva.
- 2019 - Mr. Robot, Happyhardonhenry806, 1 episodio.
- 2020 - Interrogation, hombre detective, 1 episodio.[15]
- 2020 - Mrs. America, Jules, 1 episodio.
- 2020 - Monsterland, Shawn Greene, 1 episodio.[16]
- 2022 - Ellas dan el golpe, Lupe García.[17]

### Actriz de doblaje
- 2016 - 2017 - Alice Isn't Dead, 6 episodios.[5]
- 2018 - It Makes A Sound, Pam Orland, 1 episodio.[18]